# Churer Rheintal

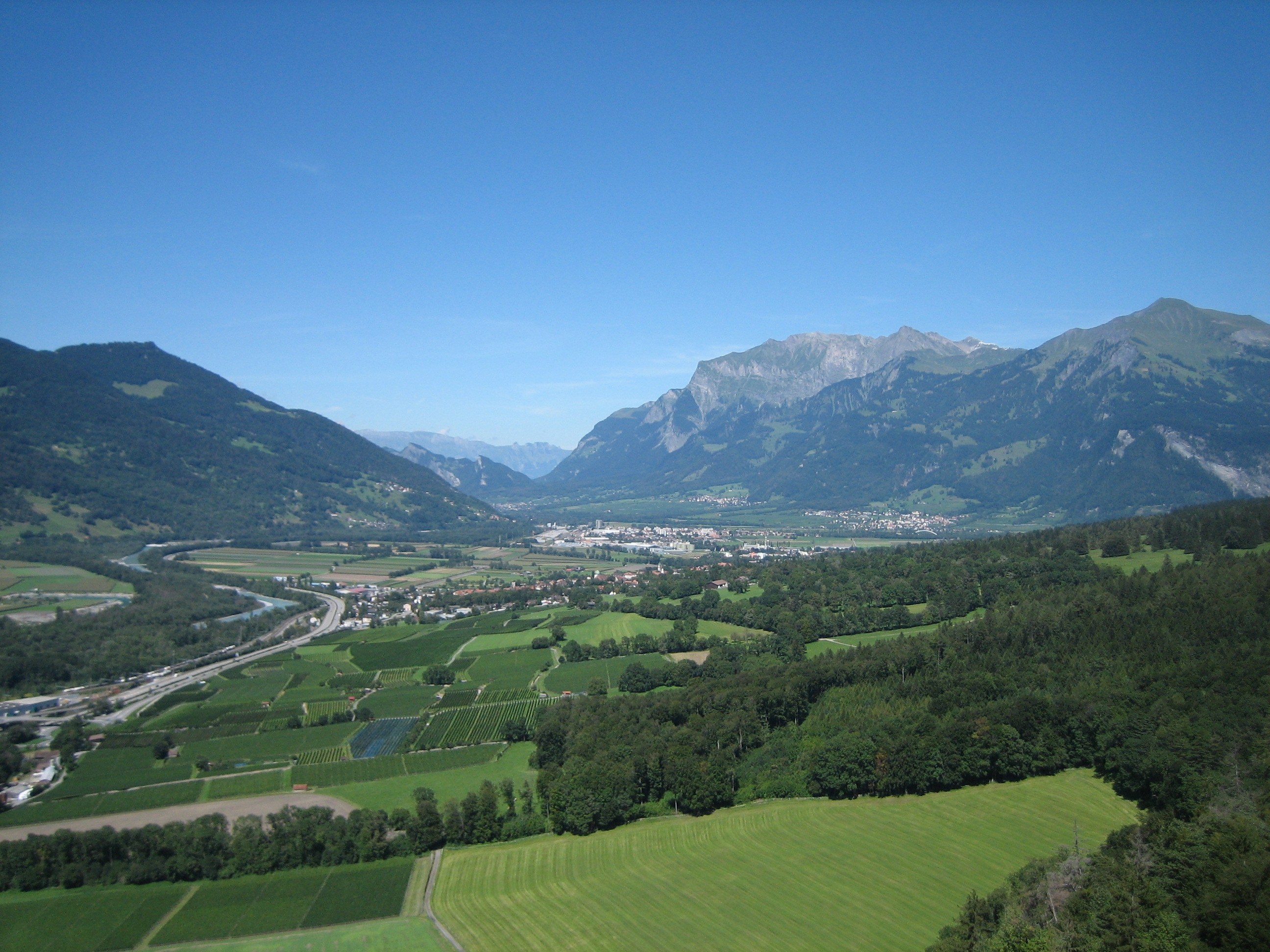
Die Bündner Herrschaft im Norden des Churer Rheintals

Rheintal bei Maienfeld, Fläscher Berg, Gonzen. Historisches Luftbild von Werner Friedli (1954)

Das Churer Rheintal (auch geläufig Bündner Rheintal) bezeichnet den Teil Nordbündens, den der Rhein nach dem Zusammenfluss von Vorder- und Hinterrhein bei Reichenau bis zur Kantonsgrenze bei Maienfeld und Fläsch durchfliesst. Auch die Ebene von Bonaduz und Rhäzüns zählt zum Churer Rheintal und bildet den südlichen Abschluss. Das Tal ist ein Teil der vom Alpenrhein gebildeten Naturlandschaft.

## Geografische Gliederung
Das Churer Rheintal teilt sich in drei Subregionen:
• der Abschnitt von Reichenau bis Chur, landschaftlich geprägt von den Tumas
• die Gegend der Fünf Dörfer
• die Bündner Herrschaft

## Klima
Klimatisch gehört das Churer Rheintal zu den wärmsten und trockensten Regionen im Kanton Graubünden. Es zählt besonders viele Föhntage.

## Sprache und Bevölkerung
Gesprochen wird ganz überwiegend Bündnerdeutsch (in Chur in der Variante des Churerdeutsch), in Rhäzüns und vor allem in Domat/Ems auch Rätoromanisch.
In den letzten Jahren wächst das Churer Rheintal verstärkt zu einer Agglomeration um den Zentrumsort Chur zusammen.

## Medien
Regionale Tageszeitungen sind das Bündner Tagblatt und die Südostschweiz. Wochenzeitungen sind in der Bündner Herrschaft der Prättigauer und Herrschäftler und im südlichen Teil des Bündner Rheintals die Ruinaulta (bis Ende 2013 das Rhiiblatt).
Kultur- und naturgeschichtlich befassen sich mit dem Churer Rheintal die Zeitschriften Terra Grischuna und Rheinfluss.

## Panorama
Koordinaten: 46° 58′ 38,8″ N, 9° 33′ 26,1″ O; CH1903: 761183 / 205106